# Toyota Matrix
De Toyota Matrix, officieel Toyota Corolla Matrix, is een CUV (crossover utility vehicle) gebaseerd op de Toyota Corolla. Het voertuig is ontstaat uit een joint venture van Toyota en General Motors. General Motors verkocht dit voertuig als Pontiac Vibe. De Toyota Matrix werd verkocht in Noord-Amerika.

## Eerste generatie (E130)
De eerste generatie Toyota Matrix is afgeleid van de negende generatie Toyota Corolla voor de Amerikaanse markt. Het deelt dus ook hetzelfde Toyota MC platform waarop de Corolla gebouwd is. Het model is ontworpen door Craig Kember.

### Aandrijving
Alle modellen hebben de motor voorin het voertuig liggen. Afhankelijk van de uitvoering is de Matrix voorwielaangedreven of vierwielaangedreven.

#### Motor
De eerste generatie kende twee motoren, beiden een 1.8 liter benzinemotor: de 1ZZ-FE en 2ZZ-GE. Modellen met de 1ZZ-FE beschikten, afhankelijk van de uitvoering, over vierwielaandrijving.

#### Transmissie
De Toyota Matrix kon uitgevoerd worden met zowel handgeschakelde als automatische transmissies.
| basismodel 1.8 liter 1ZZ-FE              | XR 1.8 liter 1ZZ-FE                      | XRS 1.8 liter 2ZZ-GE                     | M-Theory 1.8 liter                       |
| ---------------------------------------- | ---------------------------------------- | ---------------------------------------- | ---------------------------------------- |
| C59 handgeschakelde vijfversnellingsbak  | C59 handgeschakelde vijfversnellingsbak  | C60 handgeschakelde zesversnellingsbak   | C59 handgeschakelde vijfversnellingsbak  |
| A246E automatische versnellingsbak (FWD) | A246E automatische versnellingsbak (FWD) | U240E automatische versnellingbak (2003) | A246E automatische versnellingsbak (FWD) |
| U341F automatische versnellingsbak (4WD) | U341F automatische versnellingsbak (4WD) |                                          |                                          |

### Uitvoeringen en uitrustingsniveaus
De Toyota Matrix E130 is verkocht in meerdere uitvoeringen.

#### Basismodel (2003-2008)

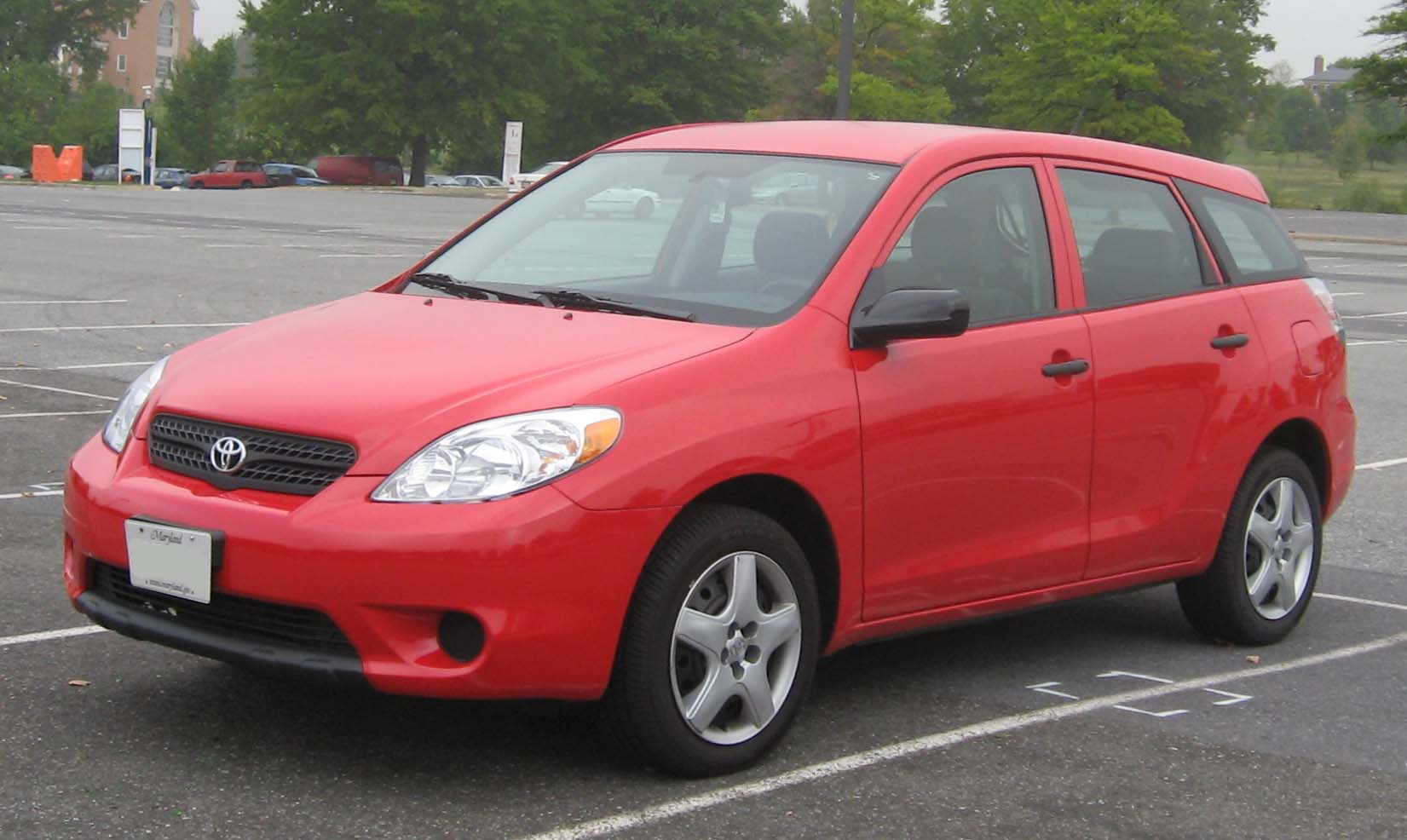
2005-2008 Toyota Matrix basismodel

Het basismodel van Toyota Matrix werd verkocht met de 1,8 liter 1ZZ-FE benzinemotor en een handgeschakelde vijfversnellingsbak. Als optie kon gekozen worden voor AWD in combinatie met een automatische versnellingsbak.
De standaard uitrusting voor de Toyota Matrix is airconditioning, stalen velgen met wieldoppen, zwarte, kunststof zijspiegels en deurgrepen.

#### XR (2003-2008)

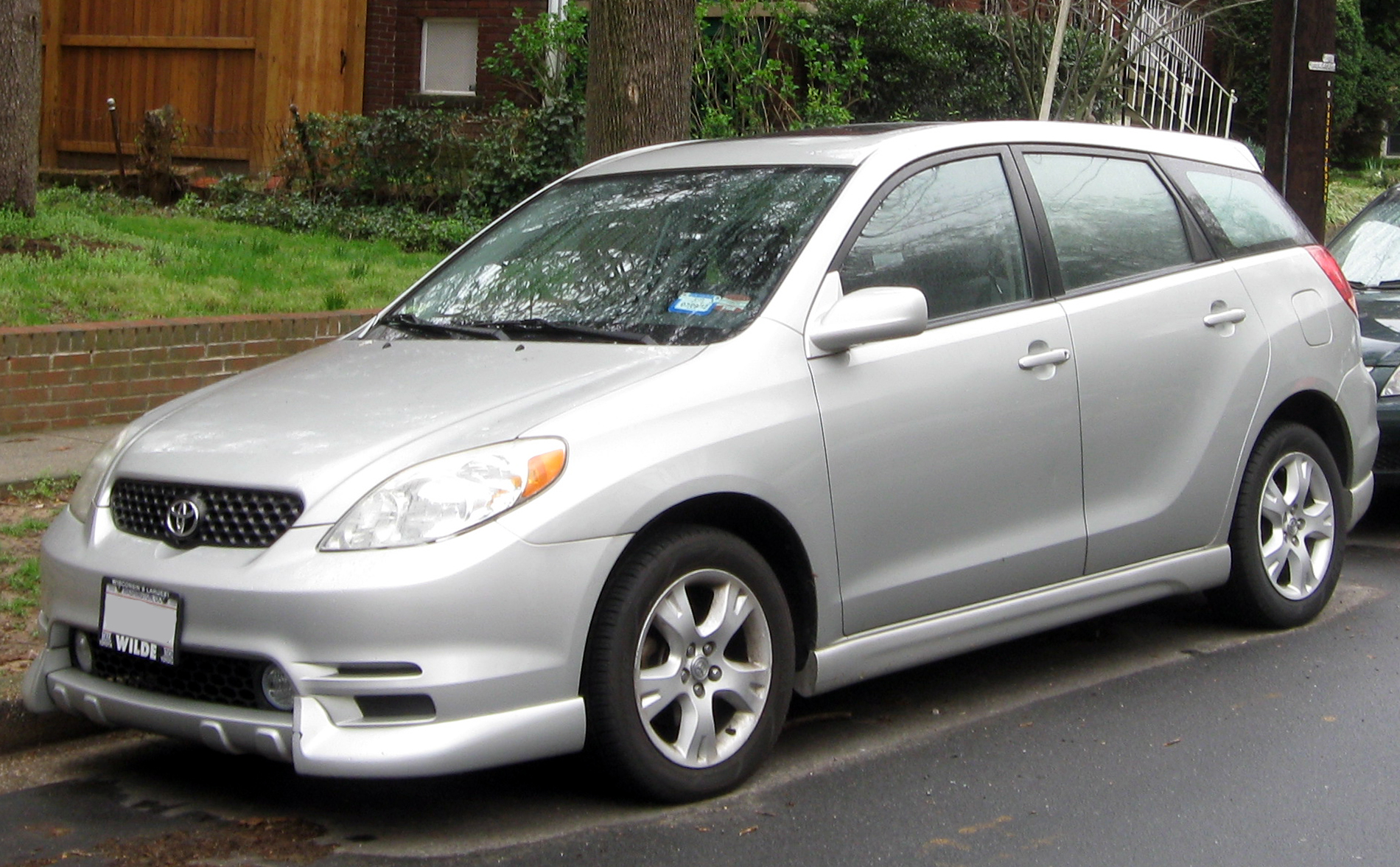
Toyota Matrix XR

De XR-modellen hebben de deurgrepen en zijspiegels in carrosseriekleur meegespoten, een lederen stuurwiel, optioneel een zonnedak, body kit en 17-inch velgen. De XR-modellen zijn voorzien van de 1ZZ-FE benzinemotor met optioneel vierwielaandrijving.

#### XRS (2003-2006)

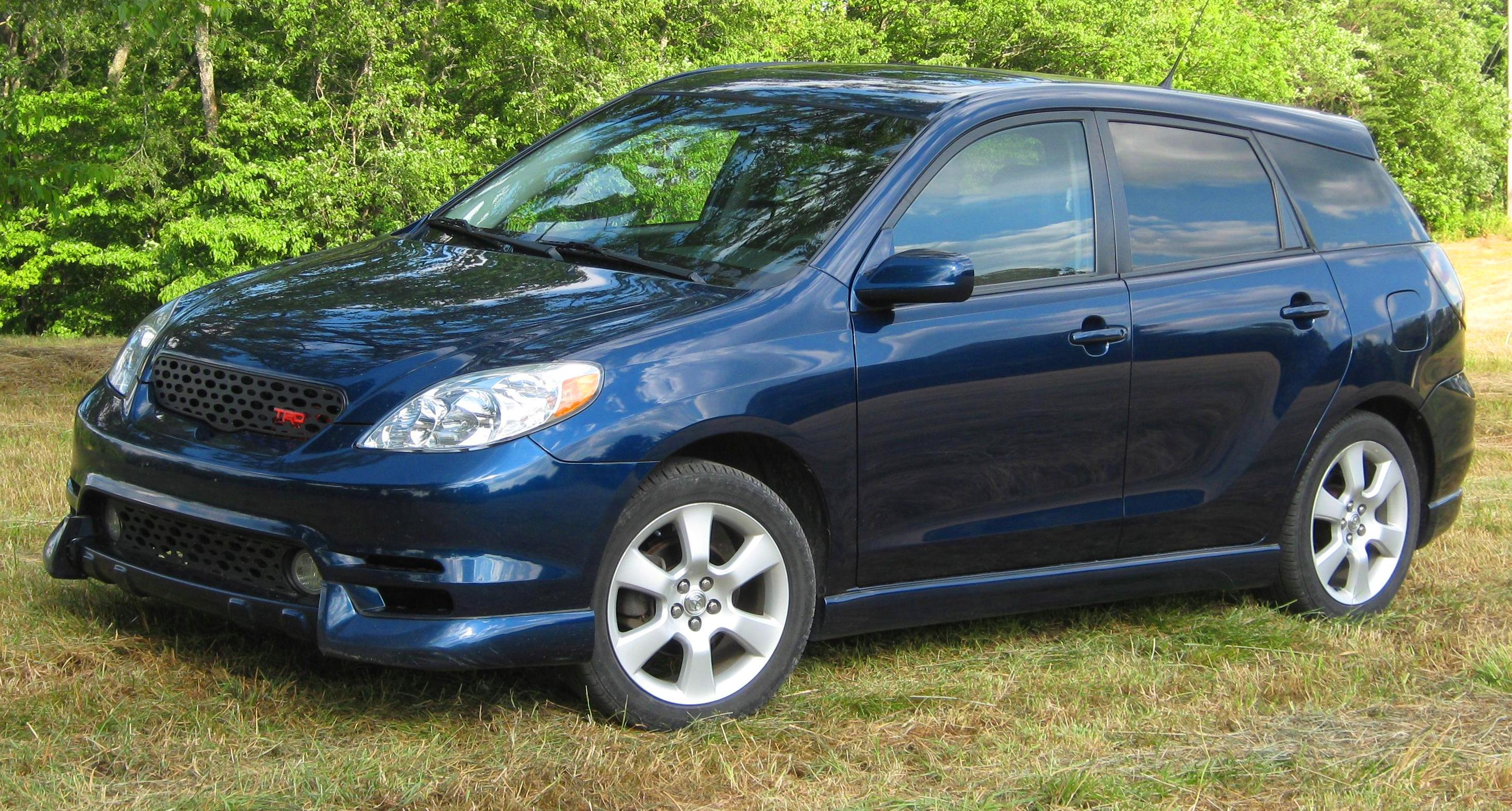
Toyota Matrix XRS

Het XRS-model is uitgerust met de 1,8 liter 2ZZ-GE benzinemotor met een handgeschakelde zesversnellingsbak. Alle XRS-modellen zijn voorwielaangedreven, hebben rondom schijfremmen met antiblokkeersysteem en elektronische remkrachtverdeling, 16-inch lichtmetalen velgen en cruisecontrol.
De Toyota Matrix XRS heeft een maximaal vermogen van 134 kW of 180 hp en een maximaal koppel van 176 Nm. De Toyota Matrix XRS begon in 2003 als zogenoemd Transitional Low Emission Vehicle (TLEV). Vanaf 2004 werd een secundair luchtinjectiesysteem geïnstalleerd, en werd de Matrix XRS een Ultra Low Emission Vehicle (ULEV).
De XRS kon alleen in 2003 geleverd worden met de U240E viertraps automatische transmissie.

#### M-Theory (2007)
Na de productiestop van de Matrix XRS en de vierwielaangedreven modellen werd de Matrix M-Theory geïntroduceerd. Dit model komt alleen in Speedway Blue als carrosseriekleur, heeft een dakspoiler, M-Theory emblemen rondom, 17-inch lichtmetalen velgen van de Toyota Caldina met een bandenmaat van 215/50R17, getuned sportophanging en een veerpootbrug over de voorste schokdempers.
In totaal zijn 2500 exemplaren verkocht.

#### TRD
Op de Specialty Equipment Market Association (SEMA) van 2003 toonde Toyota Racing Development (TRD) een speciaal ontwikkelde Toyota Matrix met de 1,8 liter 1ZZ-FE met een optiepakket voor geforceerde inductie met een Roots-type Eaton supercharger. Toyota leverde een aangepast motormanagement en een vijfde injector mee. Dit optiepakket omvatte onder andere een TRD uitlaateinddemper (13 pk vermogen en 13,5 Nm koppel meer), verlagingsveren die het onderstel 2,54 centimeter verlagen met een progressief karakter voor verminderde rol van de koets.
De supercharger, en bijbehorende opties, verhogen het maximaal vermogen naar 166 hp bij 6800 tpm en maximaal koppel naar 196,6 Nm.

## Tweede generatie (E140)
De tweede generatie Toyota Matrix werd getoond op Specialty Equipment Market Association (SEMA) van 2007. De tweede generatie Pontiac Vibe deelde het ontwerp en techniek. De verkoop van de Toyota Matrix E140 eindigde in 2014.

### Aandrijving
Alle modellen van de tweede generatie hebben een dwarsgeplaatste motor voorin het voertuig liggen. Afhankelijk van het type motor en de uitvoering heeft de tweede generatie Matrix voorwiel- of vierwielaandrijving.

#### Motor
De Toyota Matrix E140 was leverbaar met twee viercilinder benzinemotoren: de 1,8 liter 2ZR-FE en 2,4 liter 2AZ-FE motoren. Beide motoren konden optioneel gekoppeld worden aan een automatische transmissie.

#### Transmissie
De tweede generatie Toyota Matrix was leverbaar met zowel een handgeschakelde als automatische versnellingsbak.

### Uitvoeringen en uitrustingsniveaus

#### Basismodel

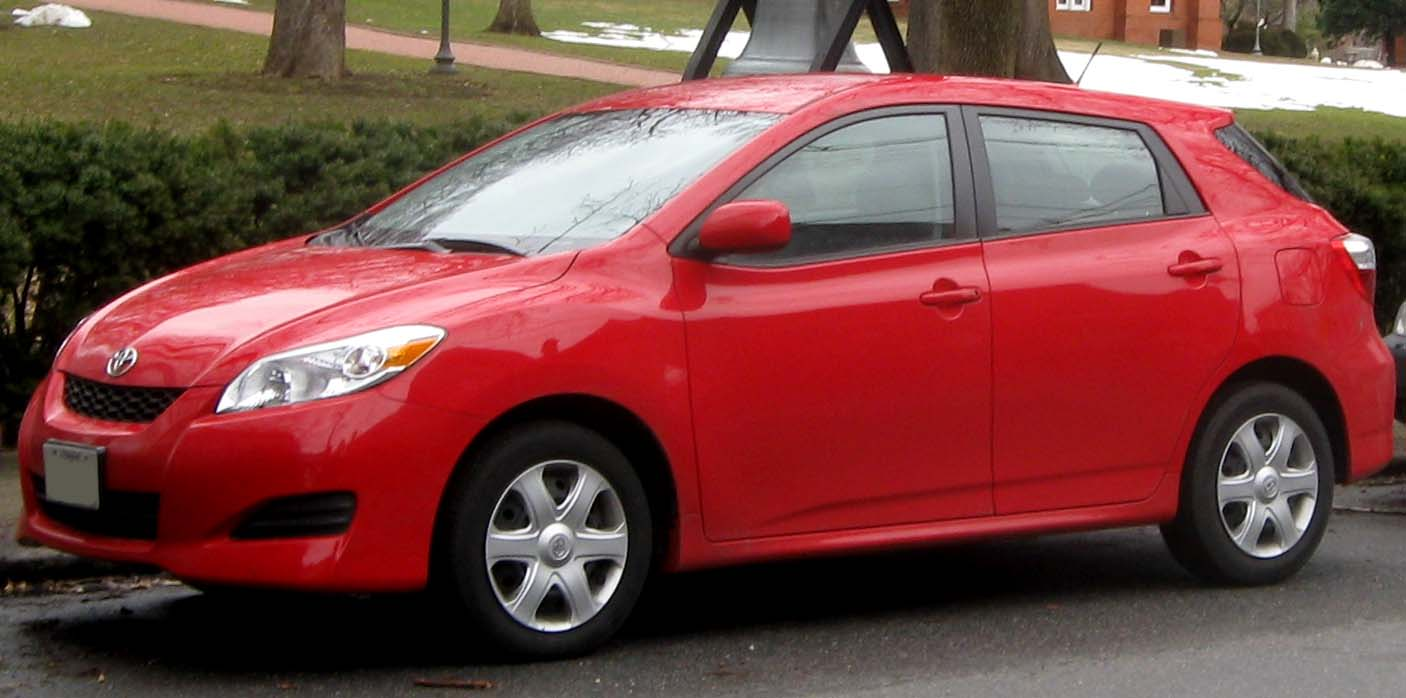
Toyota Matrix basismodel

Het basismodel werd geleverd met de 1,8 liter 2ZR-FE benzinemotor en de C59 handgeschakelde vijfversnellingsbak of U341E viertraps automatische transmissie.

#### S (De Verenigde Staten) of XR (Canada en Mexico)

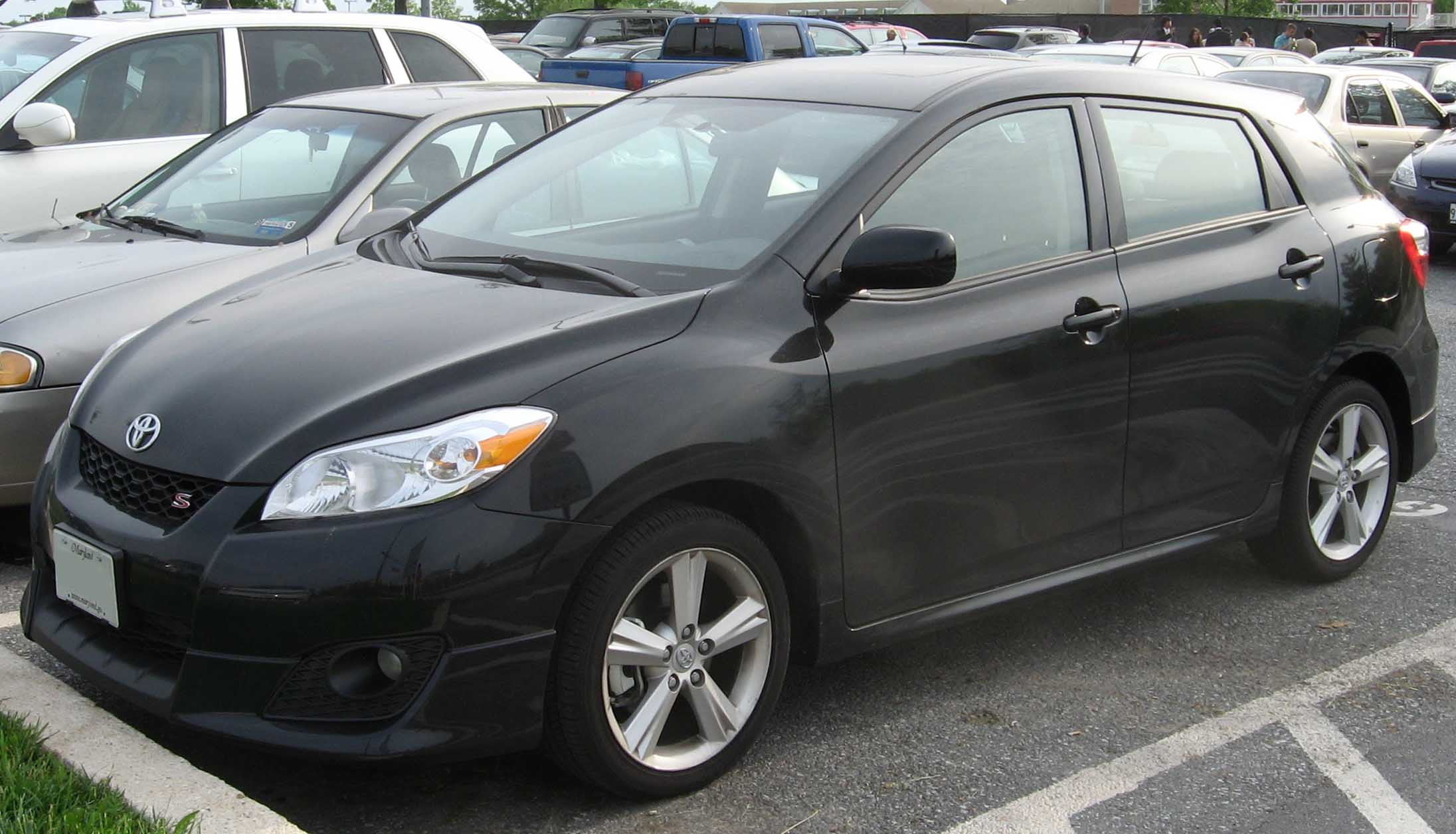
Toyota Matrix S

Dit model werd standaard geleverd met de 2,4 liter 2AZ-FE benzinemotor en de E351 handgeschakelde vijfversnellingsbak of de U250E vijftraps automatische transmissie. Door te kiezen voor vierwielaandrijving kon alleen gekozen worden voor de U140F viertraps automatische transmissie.

#### XRS

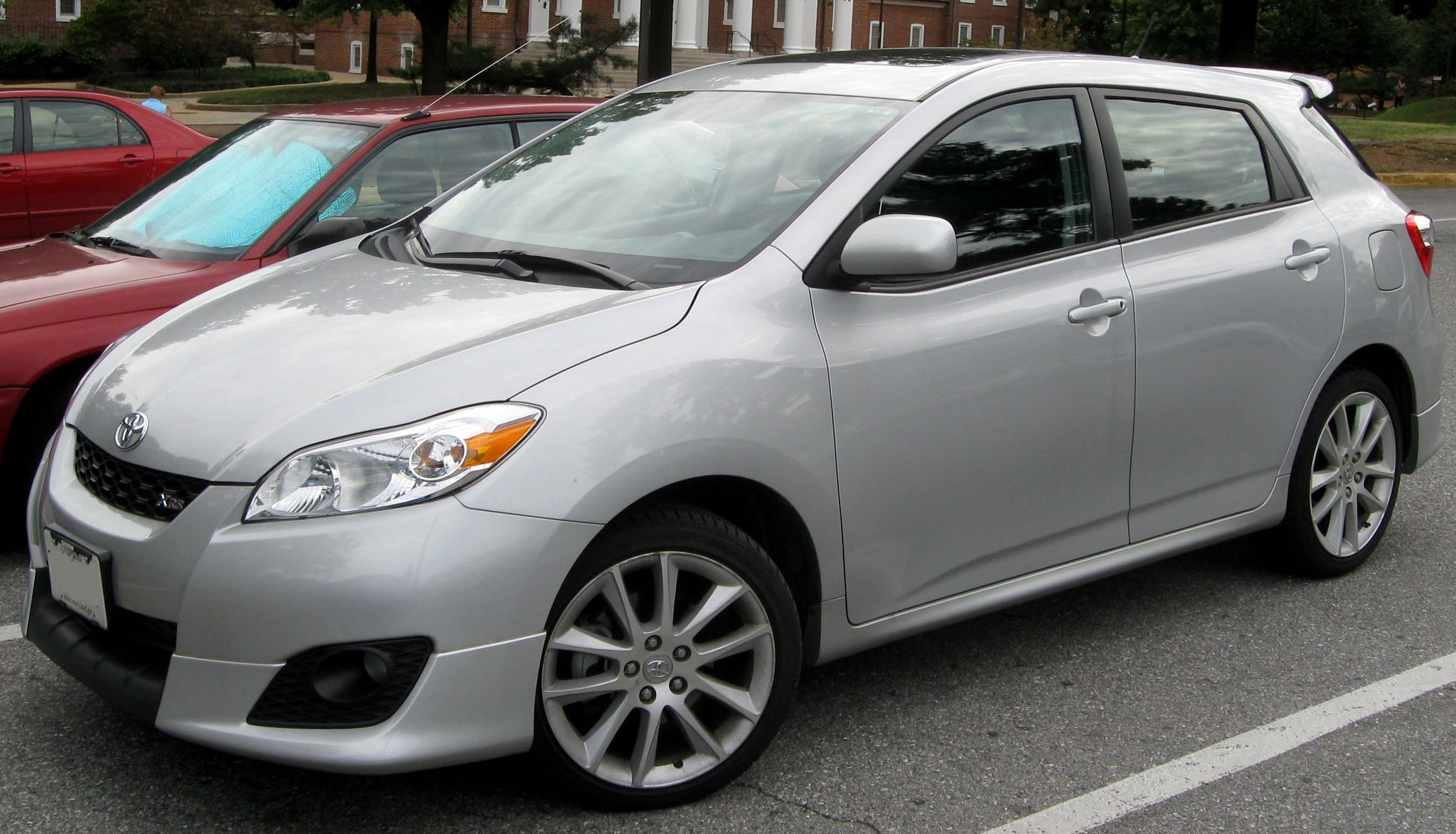
Toyota Matrix XRS

Het XRS-model beschikt over de 2,4 liter 2AZ-FE benzinemotor en de E351 handgeschakelde vijfversnellingsbak.